# Stena Saga (schip, 1981)
De Stena Saga is een cruiseferry van Stena Line die dienstdoet tussen Oslo en Frederikshavn. Het heeft IMO nummer 7911545.
Het schip kwam in 1981 als Silvia Regina in dienst bij Rederi AB Svea in Finland voor de dienst bij de Silja Line. In 1991 kwam het schip bij de Stena Line in dienst als Stena Britannica. Vanaf 1994 als Stena Saga.